# Культура Сербії
Сербська культура - це культура Сербії і сербів. Вона розвивалася під сильним впливом Візантійської імперії і православ'я.

## Писемність
Розвиток писемності в Сербії пов'язаний з просвітницькою діяльністю учнів Кирила і Мефодія, які проповідували та відправляли богослужіння слов'янською мовою. Необхідно відзначити, що серби досить довго використовували глаголицю поряд з кирилицею. Глаголична традиція поширилася в сербських землях завдяки надходженню глаголичної писемності з Хорватії, де осіли деякі послідовники Кирила і Мефодія. Поширення набула також і латинська писемність. Особливо сильний вплив виходив з таких великих романських міст на Адріатиці, як Дубровник і Бар. Характерною особливістю функціонування писемності в сербських землях у IX-XII ст. було те, що слов'янська глаголиця, кирилиця і пам'ятки на латинській мові вживалися не в окремих компактних зонах з чітко окресленими кордонами, а впереміш в одних і тих же областях. Письмових пам'яток того періоду немає.

## XX століття
Культурне життя Сербії після звільнення країни в 1945 році розвивалося в тісному зв'язку з культурою інших народів Югославії. Глибокі економічні перетворення, здійснені в період побудови югославської моделі соціалізму, привели до швидкого збільшення населення міст і значного підвищення рівня життя. Ідеологічне протистояння Югославії з Радянським Союзом у 1948 році сприяло активному проникненню в Сербію західноєвропейської культури і актуального мистецтва. Незважаючи на збереження ідеологічного контролю комуністичної партії над культурою, загалом вона розвивалася досить вільно. Література і мистецтво кінця 1940-х — початку 1950-х років досягли своїх вершин у книгах Іво Андрича і Бранко Чопіча, картинах Джорджа Андрійовича Куна та архітектурі Нового Белграда. Лібералізація суспільного життя в 1950-х роках сприяла розвитку нових тенденцій в мистецтві. Великий вплив на сербську культуру мала діяльність філософського гуртка, що групувався навколо загребського журналу «Praxis». Серед авторів нової хвилі особливу роль відігравали Михайло Лаліч, Добриця Чосич, Міодраґ Булатович, Меша Селімович та інші. Світову славу здобули твори Данила Кіша. Лідером сучасного театрального мистецтва безперечно був белградський театр «Ательє 212». У 1967 році в Белграді був заснований міжнародний театральний фестиваль BITEF, який невдовзі став однією з провідних театральних подій Європи. Високого рівня досягло сербське кіномистецтво в роботах режисерів Володимира Погачіча, Олександра Петровича, Горана Паскалевича та інших. Розвиток художнього мистецтва в Сербії був тісно пов'язаний зі світовими тенденціями у живописі (абстракціонізм, поп-арт, неокубізм, новий реалізм, неоконструктивізм, мінімалізм) і скульптурі (роботи Ольги Янчич, Матії Буковича та інших). Широку популярність здобуло так зване «наївне мистецтво», засноване на фольклорних традиціях. У середині 1950-х років виник і став швидко розвиватися феномен поп-культури. Величезну популярність завоював співак Джордже Мар'янович. З 1960-х років у середовищі сербської молоді швидко поширювалося захоплення рок-музикою. В архітектурі переважало масове житлове будівництво. До найкращих зразків югославської сучасної архітектури відносяться палац «Београдянка», будівля Національної бібліотеки і Музей сучасного мистецтва в Белграді.
Корозія комуністичного режиму в 1980-х роках сприяла переосмисленню югославської історії, розвитку молодіжної неофіційної культури, головним центром якої став Белград, і посиленню ліберальних ідей в літературі (Д. Кіш, А. Ісакович, М. Ковач). Великий вплив на розвиток сербської культури мало і патріотичне спрямування в літературі і мистецтві, що прагнуло до відродження сербської нації і великосербської ідеї. Ці тенденції знайшли своє відображення у виступах діячів науки і мистецтва, творах Вука Драшковича, Данка Поповича, Мілорада Павича, в режисерських роботах Борислава Михайловича-Міхіза та інших. Істотно також посилився суспільний вплив Сербської православної церкви. У той же час, 1990-ті роки характеризувалися зниженням рівня масової культури і домінуванням «легких жанрів». Величезну популярність набула поп-музика стилю турбо-фолк. Паралельно розвивалося актуальне мистецтво, представлене, зокрема, роботами учасників артгрупи FotograFIA, театром «KULT», проєктами «URBAZONA», «Dibidon» і іншими. Важливими центрами сучасного мистецтва були незалежна радіостанція «Радіо Б92» і белградський кіноцентр «Rex». Світового визнання досягло сербське кіномистецтво в режисерських роботах Горана Паскалевича, Срджана Драгоєвича, Раші Андрича і, особливо, Еміра Кустуріци.